# Piophila asiaticus
Piophila asiaticus är en tvåvingeart som beskrevs av František Gregor Jr 1971. Piophila asiaticus ingår i släktet Piophila och familjen ostflugor.
Artens utbredningsområde är Pakistan. Inga underarter finns listade i Catalogue of Life.